# ブッセロ
ブッセロ（伊: Bussero）は、イタリア共和国ロンバルディア州ミラノ県にある、人口約8,400人の基礎自治体（コムーネ）。

## 地理

### 位置・広がり

#### 隣接コムーネ
隣接するコムーネは以下の通り。
- カルガーテ
- カッシーナ・デ・ペッキ
- チェルヌスコ・スル・ナヴィーリオ
- ゴルゴンゾーラ
- ペッサーノ・コン・ボルナーゴ

### 地震分類
イタリアの地震リスク階級 (it) では、3 に分類される
。